# 我爱你，塞北的雪
《我爱你，塞北的雪》或《我爱你塞北的雪》，由王德作词、刘锡津作曲，是一首歌颂塞北土地和故乡的歌曲。曲作者刘锡津以多年生活与生长的黑龙江哈尔滨为蓝本，充分调动生活积累，仅用了半个小时便创作了这首歌曲。其特点在于融合了中国南北方的曲调特徵，如第二句“飘飘洒洒漫天遍野”是运用苏州评弹的调子；而结尾部分则融入了东北秧歌。歌曲创作於1980年，並於1982年流传开来。